# Jeż wschodni
Jeż wschodni (Erinaceus roumanicus) – gatunek ssaka z rodziny jeżowatych (Erinaceidae), uważany początkowo za podgatunek jeża zachodniego, później za podgatunek jeża anatolijskiego. Przeprowadzone badania genetyczne i morfologiczne wskazują, że jest to odrębny gatunek. W Polsce objęty częściową ochroną gatunkową.

## Występowanie
Zasięg występowania gatunku obejmuje Europę Wschodnią od Polski po Austrię i Słowenię, kraje bałkańskie i kilka wysp Adriatyku, przez Turcję i Rosję po północny Kaukaz i zachodnią Syberię do rzeki Ob.

## Podgatunki
- Erinaceus roumanicus roumanicus
- Erinaceus roumanicus bolkayi
- Erinaceus roumanicus drozdovskii
- Erinaceus roumanicus nesiotes
- Erinaceus roumanicus pallidus